# Полтавський інститут шляхетних дівчат
Полтавський інститут шляхетних дівчат — закритий навчальний заклад, який діяв у Полтаві в 1818—1917 роках. Перший серед губернських міст і шостий у Російської імперії взагалі, інститут шляхетних дівчат був єдиним у Полтавській губернії середнім навчальним закладом для збіднілих дворянських дочок. Він давав освіту, естетичне і етичне виховання і право на посаду виховательок дворянських і духовних дітей.

## Архітектурний ансамбль

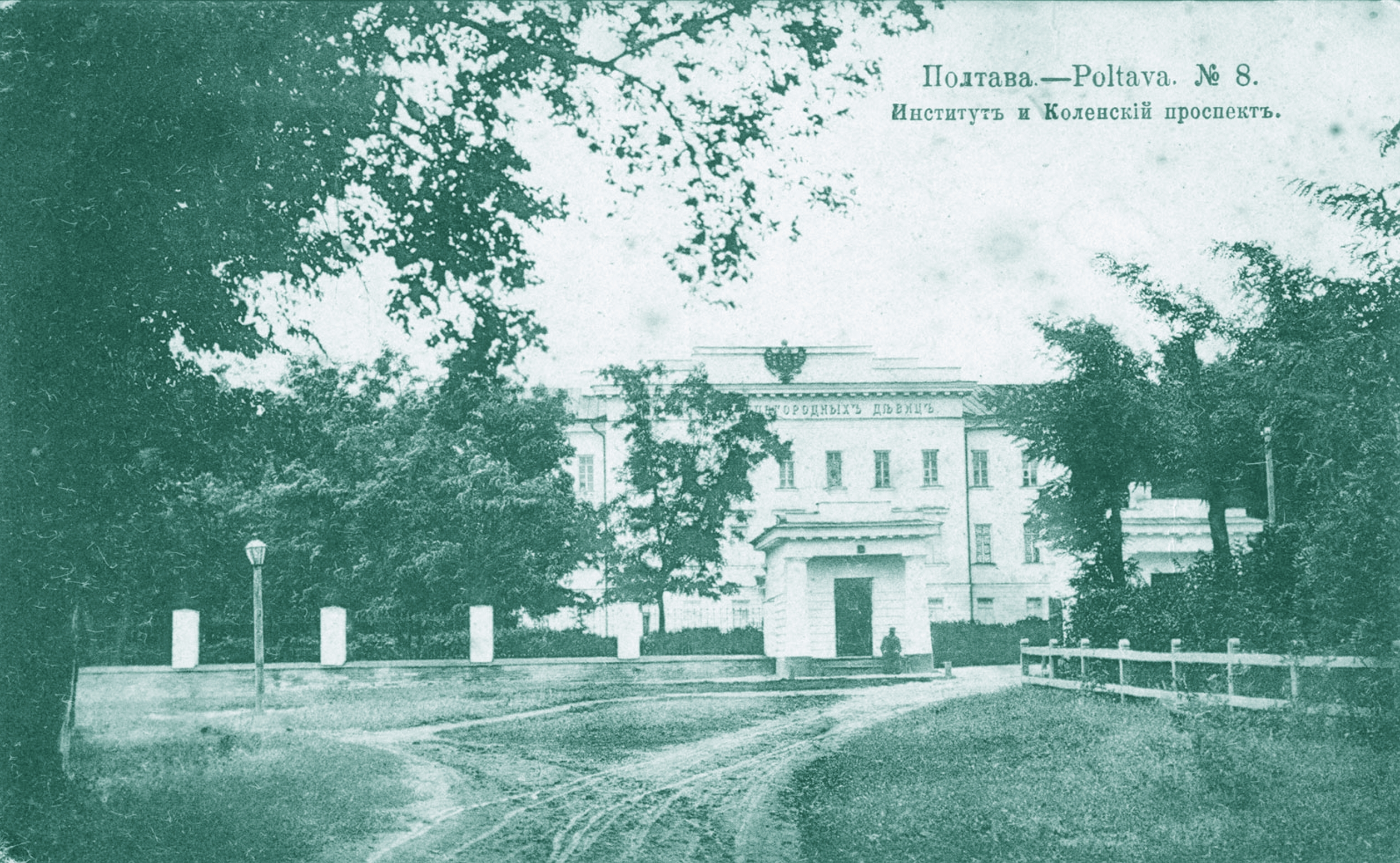
Інститут шляхетних дівчат і Коленський проспект

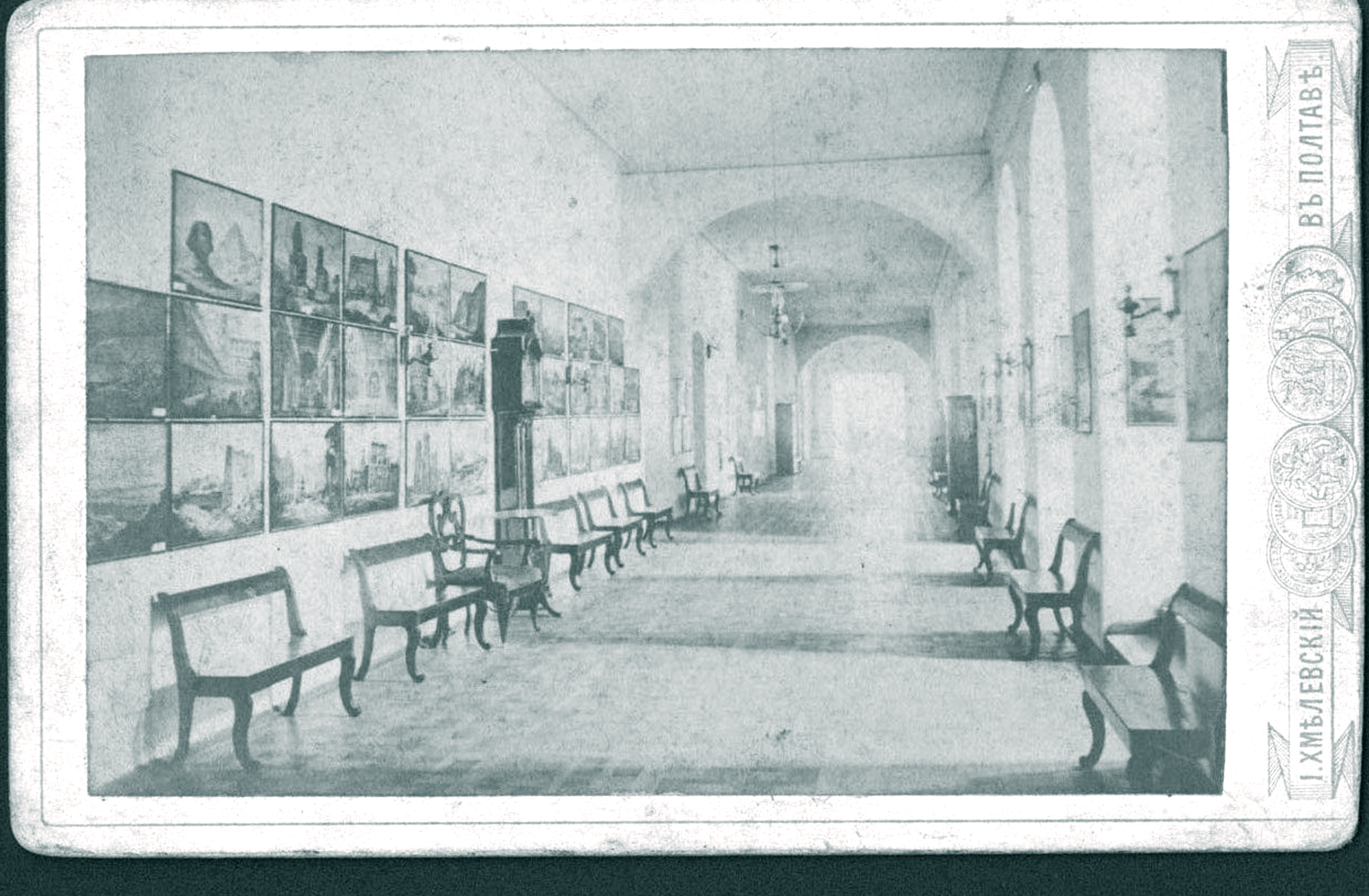
Коридор 2-го поверху головного корпусу

Архітектурний комплекс Інституту шляхетних дівчат (нині Полтавський національний технічний університет імені Юрія Кондратюка) — пам'ятка архітектури першої половини XIX століття (класичний стиль), складова частина ампірного ансамблю Полтави. Пам'ятка архітектури національного значення.
План архітектурної забудови інституту, виконаний за проектом архітектора Олександра Штауберта, у 1828 році був затверджений у Санкт-Петербурзі. Будівництвом керував архітектор Людовик Шарлемань.
Спочатку (1830 року) був зведений триповерховий центральний корпус. Потім до нього добудовані «інші частини, які найбільше потрібні при існуючій будівлі» . До 4 вересня 1832 року будівля інституту являла собою кам'яний триповерховий будинок з двома боковими кам'яними двоповерховими флігелями, з'єднаними з основним корпусом кам'яними одноповерховими галереями.
Добудови другої половини XIX століття (1833, 1835, 1842, 1854, 1866, 1872, 1897 рр.) об'єднали всі об'єкти комплексу в довгу (понад 130 м) триповерхову споруду. Двір був оточений кам'яною огорожею, частково суцільною, частково решітчастою. В'їзд в двір прикрашений двома башточками-пропілеями з колонами.
У 1841 році інституту було також передане приміщення Полтавської школи садівництва — близький за композиційно-планувальним рішенням і архітектурним образом двоповерховий кам'яний будинок розташований по сусідству.
Під час Німецько-радянської війни будинок був зруйнований. Відновлений в первинному вигляді.

## Історична довідка
На початку XIX століття дружина дійсного статського радника Семена Михайловича Кочубея Парасковія Яківна заснувала на своєму утриманні в Полтаві пансіон для дванадцяти «благородних дівиць бідного стану». Цей пансіон існував до 1816 року. Потім, у 1816 році, після призначення Малоросійським генерал-губернатором князя Миколи Григоровича Рєпніна-Волконського, його дружина Варвара Олексіївна також заснувала пансіон на дванадцять «дівиць, що не мають коштів до освіти». В тому ж році Варвара Олексіївна Рєпніна виступила з ініціативою заснування урядом в Полтаві Інституту шляхетних дівчат «на кошти Дворян Полтавської губернії». «Височайшеє повєленіє» імператора Олександра I про відкриття в Полтаві Інституту шляхетних дівчат датується 20 лютим 1817 року.
Полтавський Дворянський благодійний Інститут шляхетних дівчат був урочисто відкритий 12 грудня 1818 року . Для приміщення інституту Семен Кочубей «передав свій будинок з садом, лісом, сіножатями і городами на 83 десятинах 448 кв. саженях».
Майже десять років цей навчальний заклад діяв на кошти дворян, а з 17 вересня 1827 року на клопотання Репніна-Волконського указом імператора Миколи I його перетворено з дворянського в урядовий. Указу передбачалося не тільки виділення з казни коштів на утримання 60 вихованок, а і передбачалося будівництво державним коштом протягом чотирьох років побудувати новий будинок для інституту.
До інституту приймали дівчат дворянського походження, пізніше із духовенства і купців віком від 6 до 18 років. Повний курс навчання тривав 7 років. Плата за навчання становила 150—400 карбованців на рік. У перші роки в інституті навчалося 15 учениць (по одній від повіту). У 1832 році згідно з указом імператора — 60 вихованок. Потім кількість вихованок зростала до 170-ти (1864 р.) і більше. У 1910 році в інституті навчалися 209 учениць.
Керувала інститутом рада, першим головою якої була Варвара Олексіївна Рєпніна, членами: В. В. Капніст, П. П. Гулак-Артемовський, М. М. Новиков.
У 1831—1847 роках навчальною частиною інституту керував відомий український письменник, вчений, перекладач, поет Петро Петрович Гулак-Артемовський. Викладачами інституту були відомі діячі історії та української культури Степан Павлович Стеблін-Камінський, Дмитро Павлович Пильчиков, Григорій Іпатійович Маркевич, Микола Андрійович Цертелєв, Іван Антонович Зарецький, Павло Ількович Бодянський, Микола Андрійович Вербицький.
В середині XIX століття музику і співи в інституті викладав відомий чеський музикант і педагог Венцеслав Венцеславович Єдлічка, а потім його брат Алоїз — перший автор музики до «Наталки Полтавки». У 1870-х роках музику в інституті викладав учень П. І. Чайковського Петро Андрійович Щуровський, а образотворче мистецтво — майстер мініатюри Василь Олексійович Волков.
Полтавський інститут шляхетних дівчат році закінчили українська письменниця, освітянка Любов Яновська, скульптор Єлизавета Трипільська, поетеса Олександра Псьол, донька Малоросійського генерал-губернатора князя Миколи Рєпніна-Волконського, друг Тараса Шевченка Варвара Рєпніна та інші видатні особи.
У січні 1918 року інститут був евакуйований до Владикавказу, де поклав початок міської жіночої гімназії.